# 오타 세이이치

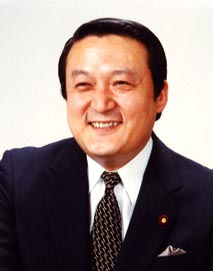

오타 세이이치(太田誠一, 1945년 10월 31일 ~ 2024년 12월 4일)는 중의원을 역임한 일본의 정치인이다. 고가파의 자유민주당 (일본)(LDP) 의원이었다. 후쿠다 야스오 일본 총리와 결혼한 후쿠다 기요코의 사촌이었다.
오타는 2024년 12월 4일 79세의 나이로 사망했다.